# Гадеон ап Конан
Гадеон ап Конан (Кадван ап Кинан; корн. Gadeon ap Conan, валл. Cadfan ap Cynan; умер в 405 году) — король Думнонии (395—405).

## Биография
Гадеон, возможно, был сыном Конана Мериадока и Урсулы. В сказании «Видение Максена Вледига», входящей в цикл «Мабиноги», Гадеон называется по имени Адеон и является то ли братом Кинана, то ли сыном Эйдава Старого. Его дочь Истрадвал стала женой Хоэля Старого.
В 405 году Гадеон умер и правителем Думнонии стал его старший сын Гворемор.